# Star Wars Episode I: The Phantom Menace (игра)
Star Wars Episode I: The Phantom Menace (рус. Звёздные войны Эпизод I: Призрачная угроза) — игра в жанре приключенческого экшена, выпущенная LucasArts в 1999 году. Основана на фильме «Звёздные войны. Эпизод I: Призрачная угроза»
Визуально геймплей напоминает шутер о третьего лица, похожий на Tomb Raider, не ограничен в акробатических трюках (прыжки, лазания или толкание объектов), но полагается в основном на интерактивность и логику. Игроку предстоит играть за Оби-Вана Кеноби, Квай-Гона Джинна, Падме Амидалу и капитана Панаку. Игра также предлагает разнообразные виды оружия.

## Сюжет
Сюжет такой же, как и в фильме, хотя более подробно описывает некоторые незначительные события, которые можно было бы опустить или вырезать, или показывает их с разных точек зрения (например, при путешествии Амидалы вместе с капитаном Панакой по планете Корусант, они берут интервью у Энакина Скайуокера, которое никогда не показывали в фильме).

### Отличия игры от фильма
- Многие уровни заставляют игрока путешествовать в одиночку. Это наиболее заметно на первых четырёх уровнях, когда Оби-Вана буквально отрезают от основной сюжетной линии (игрока «отрезают» от Квай-Гона и воссоединяют с ним только к концу второй миссии при встрече с Джа-Джа Бинксом) или направляют на задание в одиночку. Третья миссия в Ото-Гунга проводит игрока через подводный город ради спасения Джа-Джа. Кроме того, в четвёртой миссии показаны события, которых не было фильме (мост к Тиду разрушен, и игрок должен пробираться через сады Тиида вместе с группой). В некоторых миссиях не присутствуют NPC, хотя в упомянутом выше втором уровне (болота на Набу) есть NPC Джа-Джа, и в пятой миссии — королева Амидала.
- В заключительной дуэли между Оби-Ваном Кеноби и Дартом Молом последнего можно победить с помощью силы или любым другим оружием.
- Многочисленные сюжетные линии, большинство из которых вообще не упоминается в фильме. Одной из них являются поиски Квай-Гоном мальчика по имени Том для капитана Отра (два персонажа, которые также являются нововведением разработчиков игры) на Мос-Эйсли.
- Игрок может быть причислен к Тёмной стороне без общения с ситхами. Например, если Квай-Гон убьёт мирное население Мос-Эйсли, он приобретёт репутацию убийцы, и Энакин откажется помогать ему. Оби-Ван может уничтожить всё население Ото-Гунга (за исключением Джа-Джа и Босса Насса) или убить всех в Тиде. Капитан Панака на планете Корусант может убивать людей вместо того, чтобы торговать с ними. На последнем уровне королева Амидала может убить почти всех своих союзников.

## Отзывы
| Сводный рейтинг       | Сводный рейтинг           |
| Агрегатор             | Оценка                    |
| --------------------- | ------------------------- |
| GameRankings          | 62,28 % (ПК) 54,39 % (PS) |
| Русскоязычные издания |                           |
| Издание               | Оценка                    |
| Absolute Games        | 80 %                      |
| Game.EXE              | 3,5 / 5                   |
| «Игромания»           | 8,3 / 10                  |
| «Мир фантастики»      | 7 / 10                    |
| «Страна игр»          | 6,5 / 10                  |

Игра Star Wars Episode I: The Phantom Menace получила различные отзывы прессы. Сайт GameSpot оценил качественные звуковые эффекты в игре (музыку и качественное озвучивание). Он также упомянул о последовательности событий и описал многие недостатки игры. GameSpot указал на две основные проблемы: камеру от третьего лица в перспективе и сложности при сгибе [?] персонажей. Многие другие СМИ отметили аналогичные проблемы.
В марте 2004 года 1UP поместил Призрачную Угрозу на 4-е место в списке «5 самых худших игр по „Звёздным войнам“».
В 2007 году шведский журнал о видеоиграх «Level» отдал пятое место в списке «Когда-либо созданных 10 лучших из худших игр».